# Indopithecus
Indopithecus is een mensaap die tijdens het Mioceen leefde in het gebied van het Indisch subcontinent.

## Vondst en naamgeving

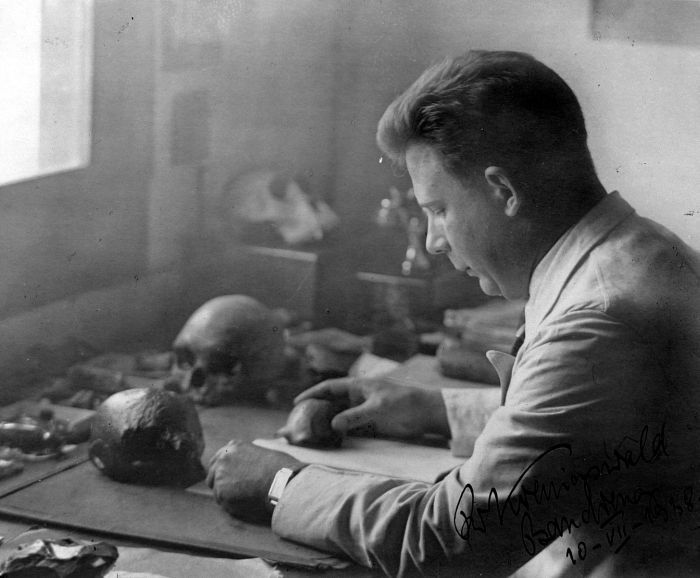
Ralph von Koenigswald

In 1915 benoemde Guy Ellcock Pilgrim een Dryopithecus giganteus op basis van een enorme onderste derde kies gevonden bij Alipur nabij Hasnot op het Potwarplateau in het huidige Pakistan, het holotype GSI-D175. De soortaanduiding betekent "de gigantische". Er werd overigens ook getwijfeld over de geldigheid van de soort. In 1937 werd door George Edward Lewis gesteld dat het slechts ging om een groot exemplaar van Sivapithecus indicus. 
Ralph von Koenigswald benoemde in 1935 Gigantopithecus blacki op grond van een nog veel grotere kies. Vanuit deze belangstelling voor grote mensapen richtte hij zijn aandacht op D. giganteus en hernoemde deze in 1949/1950 tot het aparte geslacht Indopithecus. De geslachtsnaam is een combinatie van een verwijzing naar India en het Oudgrieks pithekos, "aap". De typesoort van het geslacht is Dryopithecus giganteus. De combinatio nova is Indopithecus giganteus.
In 1969 werd door Elwyn LaVerne Simons en S.R.K. Chopra een tweede soort van Gigantopithecus benoemd: Gigantopithecus bilaspurensis op grond van een onderkaak, specimen Chandigarh-Yale Project No. 359/68, in april 1968 door G.E. Meyer gevonden bij Haritalyangar in de Siwalikheuvels, in een laag die even oud is als de Dhok Pathan-formatie waar de kies van Indopithecus vermoedelijk was opgegraven, 8,6 miljoen jaar oud. Indertijd was het de meest complete onderkaak van een hominide ouder dan het Pleistoceen. De soortaanduiding verwijst naar het vorstenland Bilaspur en eert meteen de maharadja van Bilaspur, Anand Chand. In 1979 werd door Frederick Sigmond Szalay en Eric Delson onderkend dat beide taxa identiek waren. Dit bevestigde Von Koenigswald in 1981 en, postuum, 1983. Sommige onderzoekers begonnen hierop van een Gigantopithecus giganteus te spreken.
In 2001 en 2003 stelde David Cameron dat G. giganteus weinig met Gigantopithecus blacki van doen had en het dus beter was de naam Indopithecus te blijven gebruiken. Dat werd hierop algemeen aanvaard.

## Beschrijving

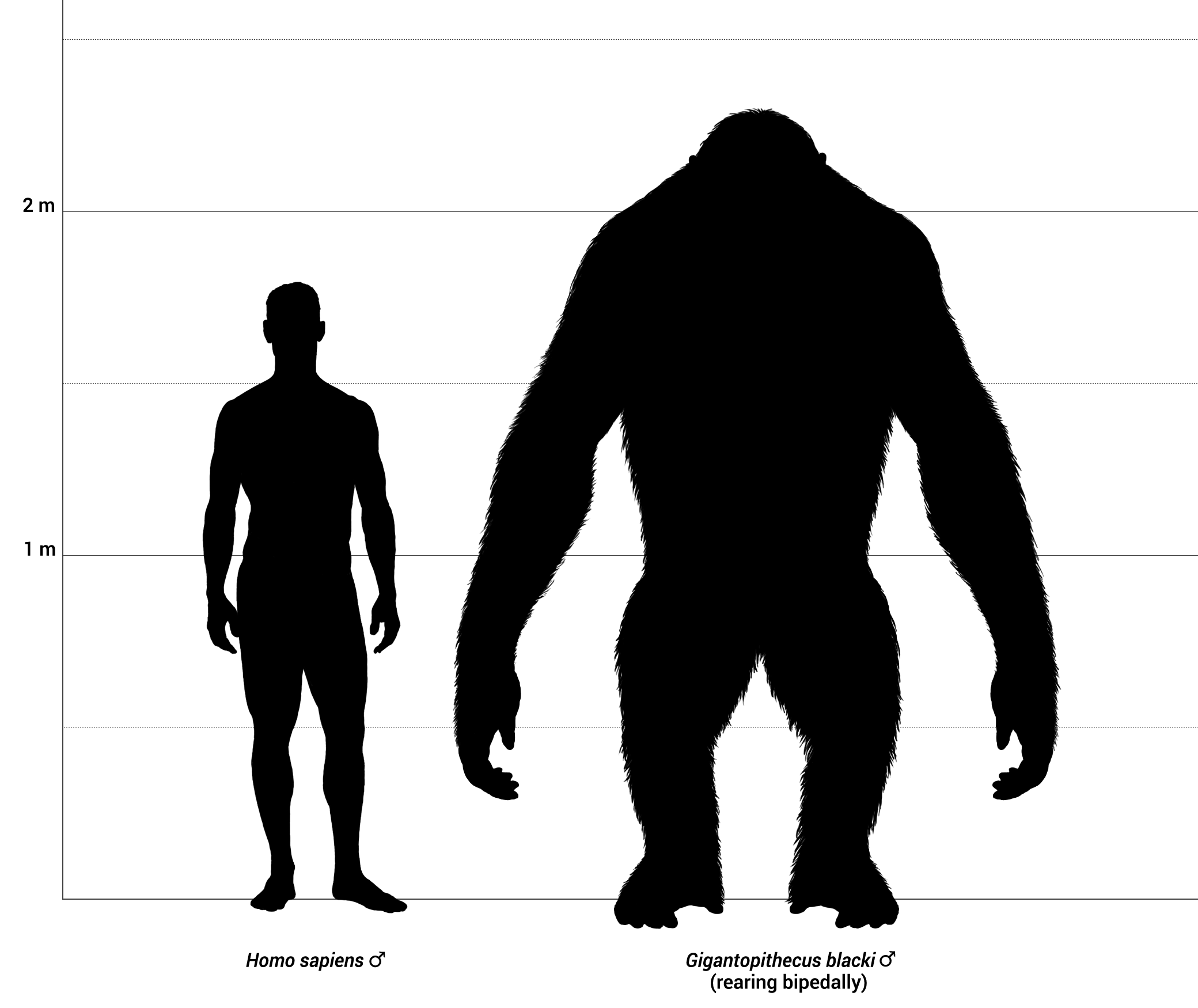
G. blacki is wel als een drie meter hoge reuzenaap gezien; de hier getoonde anderhalve meter hoogte voor Indopithecus is realistischer

### Grootte
De grootte van Indopithecus is gezien de beperkte resten lastig vast te stellen. In 1949 werd nog gemeend dat de platte kiezen toebehoord zouden kunnen hebben aan reusachtige Hominini zodat Indopithecus wel ruim twee meter lang kon worden. De latere vondsten van hele onderkaken maakten een beter onderbouwde schatting mogelijk, hoewel nog veel onzeker blijft. Het type van Gigantopithecus bilaspurensis is een derde korter dan de grootste bekende onderkaak van Gigantopithecus blacki. De meeste gevonden onderkaken van G. blacki zijn echter maar iets langer en wellicht zelfs iets korter dan de grootste bekende gorillaschedels. Dat wijst erop dat Indopithecus maar weinig kleiner was dan Gigantopithecus blacki en dat Chandigarh-Yale Project No. 359/68 van een individu afkomstig is dat op de achterpoten staand een 1,7 meter hoog kwam.

### Onderscheidende kenmerken
In 1969 werd een aantal onderscheidende kenmerken aangegeven. De onderkaak is kleiner dan die van Gigantopithecus blacki maar de voortanden zijn relatief nog kleiner. De tanden hebben, ook terwijl ze niet versleten zijn, minder knobbels dan bij G. blacki en lijken in dit opzicht meer op Sivapithecus indicus of S. sivalensis. Anders dan bij G. blacki of het type van Indopithecus is de bij de kiezen de knobbel van het protoconide duidelijk kleiner dan het metaconide en zijn de knobbels meer aan de buitenzijde geplaatst. De tanden zijn minder hypsodont, naar boven uitstekend, dan bij G. blacki. De kiezen zijn niet afgerond zoals bij G. blacki maar met het kauwvlak naar de tongzijde en lipzijde verbreed zodat de zijden meer verticaal staan. Anders dan bij G. blacki zijn de kiezen niet verdeeld in een trigonide en talonide part door een inkeping aan de tongzijde tussen het entoconide en metaconide.

### Skelet

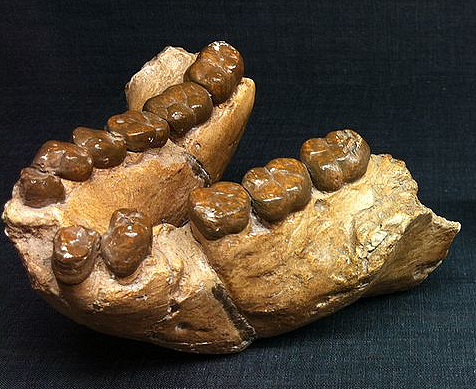
Een afgietsel van de onderkaak

De onderkaak is erg hoog. Het gebit is basaler dan bij G. blacki. De kiezen zijn breder, lager en vlakker. De vierde premolaar is groot maar lijkt in bouw niet sterk op een echte kies. De derde premolaar heeft maar één knobbel en een slijtvalk aan de lipzijde aan de kant van de onderste hoektand waar de bovenste hoektand tegen aangscherpt kon worden. De hoektanden zijn relatief kort en het slijtvlak dus overeenkomstig ook. Dat zou echter ook kunnen betekenen dat het exemplaar een vrouw is en betekent niet noodzakelijkerwijs dat het Canine Honing Complex gereduceerd is. Ook ten opzichte van de kiezen zijn de hoektanden klein. Hetzelfde geldt vermoedelijk voor de voortanden. Die zijn op zich niet bewaard gebleven maar hun omvang kan worden afgeleid van de ruimte die tussen de hoektanden beschikbaar is. De reductie van de voorste tanden doet denken aan de situatie bij de Hominini.

## Fylogenie
Oorspronkelijk werd Gigantopithecus blacki gezien als een vorm die aan de basis stond van de tak die zich van de basale mensapen naar de moderne mens afsplitste. Door Indopithecus, die Von Koenigswald aanmerkte als een vroege voorloper, werd begrepen dat hij ook nauw verwant aan Sivapithecus kon zijn. Dat verwijderde Gigantopithecus en Indopithecus in eerste instantie niet van de Homininae want Sivapithecus werd via "Ramapithecus" nog met de mensen in verband gebracht. In de jaren zeventig en tachtig echter werd de tak van Sivapithecus met de orang-oetans verbonden wat Indopithecus een positie in de basis van de Ponginae opleverde. cameron compliceerde de zaak in 2003: Gigantopithecus zag hij als een ponginine maar Indopithecus als een verwant van Graecopithecus freybergi.

## Levenswijze

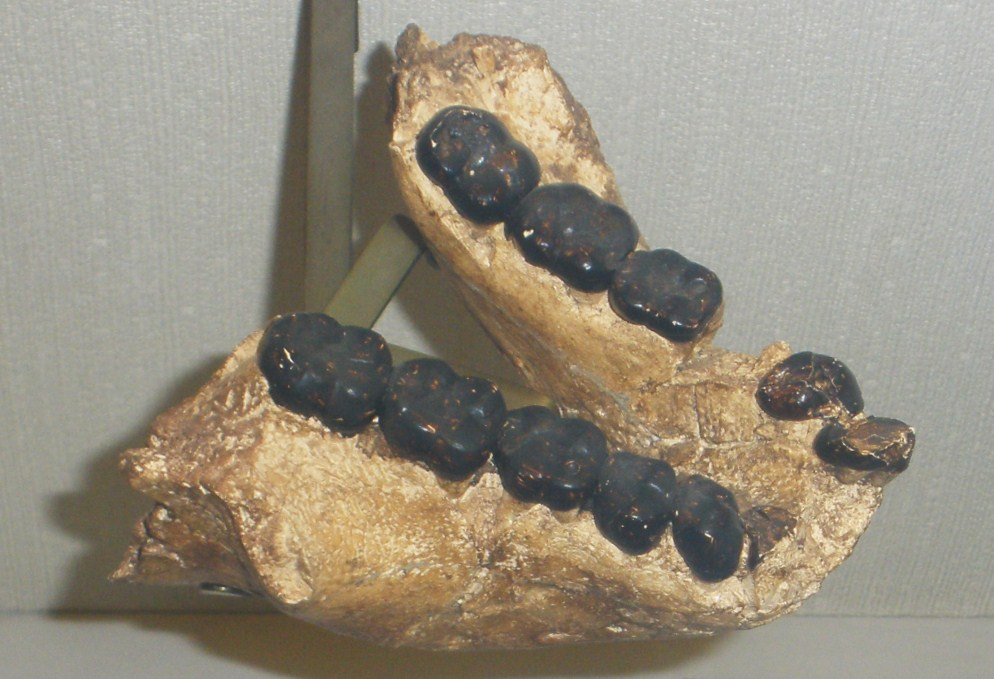
De grote platte kiezen konden gebruikt zijn om grote hoeveelheden zachter voedsel te verwerken

Indopithecus leefde in warm en bebost gebied. De enorme kiezen kunnen gebruikt zijn om hard en taai voedsel te vermalen maar die rol past slecht bij de habitat. De molaren zouden ook zo gebouwd kunnen zijn om zachter voedsel in grote hoeveelheden te verwerken. Dat kan de energie opgeleverd hebben voor het voeden van het grote lichaam. De voorste tanden zouden dan kleiner geweest zijn om een horizontale kauwbeweging te vergemakkelijken. Zulke kleinere tanden zijn dan weer niet handig bij het eten van fruit zodat bladeren een groot deel van dieet zullen hebben gevormd, bijvoorbeeld van bamboe.